# Черніков Микола Володимирович
Микола Володи́мирович Че́рніков (22 жовтня 1953 — 20 жовтня 1996, Київ)  — український художник; член Спілки художників України. Син художниці Віри Согоян, та художника Володимира Чернікова.

## Життєпис

Могила Миколая Чернікова та його батьків, Байкове кладовище

Народився 22 жовтня 1953 р. в Києві. З дитинства вчився у майстерні своїх творчих батьків, художників Віри Согоян та Володимира Чернікова, що дозволило йому рано почати вивчати мистецтво. 1972 року закінчив Республіканську художню середню школу ім. Т. Г. Шевченка. З 1972 по 1978 роки навчався в Київському державному художньому інституті. Член Спілки художників України. Жив і помер у Києві 20 жовтня 1996 року. Похований разом із батьками на Байковому кладовищі (ділянка № 49, 50°25′00″ пн. ш. 30°30′05″ сх. д.).

## Творчість
Працював у напрямку станкового живопису. У творчості переважають картини філософського змісту та пейзажі. Брав участь у республіканських художніх виставках. 1991 року відбулася персональна виставка «Коханий світ» у виставковому залі Національної бібліотеки ім. В. І. Вернадського (це була одна з найперших незалежних виставок в самостійній Україні). Картини зберігаються в художніх музеях Херсона та Маріуполя, у приватних колекціях України, Росії, Франції, Німеччини, Греції, Японії, Англії, США.